# سموری‌های کوچک
سموری‌های کوچک(نام علمی: Microgale) نام یک سرده از راسته حشره‌خواران آفریقایی است.

## گونه‌های زنده
- تیغ‌پشت حشره‌خوار دم‌کوتاه (Microgale brevicaudata) – G. Grandidier, 1899
- تیغ‌پشت حشره‌خوار کوون (Microgale cowani) – Thomas, 1882
- تیغ‌پشت حشره‌خوار دابسون (Microgale dobsoni) – Thomas, 1884
- تیغ‌پشت حشره‌خوار دروهارد (Microgale drouhardi) – Grandidier, 1934
- تیغ‌پشت حشره‌خوار دریارد (Microgale dryas) - Jenkins, 1992
- تیغ‌پشت حشره‌خوار رنگ‌پریده (Microgale fotsifotsy) – Jenkins, Raxworthy & Nussbaum, 1997
- تیغ‌پشت حشره‌خوار رعنا (Microgale gracilis) – (Major, 1896)
- Microgale grandidieri
- تیغ‌پشت حشره‌خوار برهنه‌بینی (Microgale gymnorhyncha)
- تیغ‌پشت حشره‌خوار جنکینز Microgale jenkinsae
- تیغ‌پشت حشره‌خوار شمالی (Microgale jobihely)
- تیغ‌پشت حشره‌خوار دم‌دراز کوچک (Microgale longicaudata)
- تیغ‌پشت حشره‌خوار دم‌دراز میجر (Microgale majori)
- تیغ‌پشت حشره‌خوار کوهی (Microgale monticola)
- تیغ‌پشت حشره‌خوار ناسولو (Microgale nasoloi)
- تیغ‌پشت حشره‌خوار کوتوله (Microgale parvula)
- تیغ‌پشت حشره‌خوار دم‌دراز بزرگ (Microgale principula)
- تیغ‌پشت حشره‌خوار کهین (Microgale pusilla)
- تیغ‌پشت حشره‌خوار حشره‌خواردندان (Microgale soricoides)
- تیغ‌پشت حشره‌خوار تایوا (Microgale taiva)
- تیغ‌پشت حشره‌خوار تالازاک (Microgale talazaci)
- تیغ‌پشت حشره‌خوار توماس (Microgale thomasi)